# Tierp (comuna)
Tierp (em sueco: Tierp kommun) é uma comuna da Suécia localizada no condado de Uppsala. Sua capital é a cidade de Tierp. Possui 1 546 quilômetros quadrados e segundo censo de 2018, havia 21 127 habitantes. Está localizada na costa do Mar de Bótnia.                                                                                                                                   

## Localidades principais
Localidades com mais população da comuna (2019):

- Tierp - 6 185 habitantes
- Örbyhus - 2 190 habitantes
- Söderfors - 1 739 habitantes
- Karlholmsbruk - 1 258 habitantes